# 7605 Cindygraber
7605 Cindygraber este o planetă minoră (asteroid), cu un diametru de 38,463 km, din centura de asteroizi. A fost descoperită pe 21 septembrie 1995 la Catalina Station⁠(d) de Timothy B. Spahr. 
Obiectul prezintă o orbită caracterizată de o semiaxă mare de 3,1541439 UAi, o excentricitate de 0,08, o înclinație de 25,86381 ° în raport cu ecliptica.